# 堺郵便局
堺郵便局（さかいゆうびんきょく）
- 大阪府堺市堺区にある郵便局。本記事にて記述する。
- 長野県下水内郡栄村にある郵便局。局番号は11305。
- 大分県由布市にある郵便局。局番号は72291。

堺郵便局（さかいゆうびんきょく）は、大阪府堺市堺区にある郵便局。民営化前の分類では集配普通郵便局であった。

## 概要
住所：〒590-8799 大阪府堺市堺区南瓦町2-16

### 併設施設
- ゆうちょ銀行堺店（大阪支店堺出張所）：取扱店番号410920

## 沿革
- 1872年2月3日（明治4年12月25日） - 堺郵便取扱所として開設[1]。
- 1873年（明治6年）9月 - 堺郵便役所となる[1]。
- 1875年（明治8年）1月1日 - 堺郵便局（二等）となる。翌日より為替取扱を開始[1]。
- 1877年（明治10年） - 貯金取扱を開始[1]。
- 1898年（明治31年）12月1日 - 堺郵便電信局となる[1]。
- 1903年（明治36年）4月1日 - 通信官署官制の施行に伴い堺郵便局となる[1]。
- 1954年（昭和29年）8月16日 - 堺市市之町西二丁から同市中瓦町一丁に移転[2]するとともに、電話通話および和文電報受付事務の取扱を開始[3]。
- 1974年（昭和49年）8月 - 局舎新築落成。
- 1992年（平成4年）8月3日 - 外国通貨の両替および旅行小切手の売買に関する業務取扱を開始。
- 2007年（平成19年）10月1日 - 民営化に伴い、併設された郵便事業堺支店、ゆうちょ銀行堺店、かんぽ生命保険堺支店に一部業務を移管。
- 2012年（平成24年）10月1日 - 日本郵便株式会社発足に伴い、郵便事業堺支店を堺郵便局に統合。
- 2013年（平成25年）5月7日 - かんぽ生命保険堺支店が当局から堺市堺区戎島町4-45-1ポルタス・センタービルに移転[4]。

## 取扱内容

### 堺郵便局
- 郵便、印紙、ゆうパック、内容証明
- 生命保険、バイク自賠責保険、自動車保険
- 地方公共団体事務（堺市バス割引乗車証の交付）
- 「590-00xx」「590-08xx」「590-09xx」区域（堺市堺区の全域）の集配業務
- ゆうゆう窓口

### ゆうちょ銀行堺店
- 貯金、貸付、為替、振替、振込、国際送金、外貨両替、トラベラーズチェック、国債、投資信託、変額年金保険、スルガ銀行の個人ローンの申込
- ATM

## 風景印
- 図案は堺港灯台。局名表記は「堺」
- 使用開始日は1976年10月15日～

## 周辺
- 堺市役所
- 堺市堺区役所
- 堺市民芸術文化ホール

## アクセス
- 南海高野線 堺東駅から徒歩約8分
- 南海バス 堺東駅前停留所下車
- 阪神高速堺線 堺出入口からすぐ
- 大小路沿い
- 駐車場あり：13台